# メチロモナス属
メチロモナス属はグラム陰性の非芽胞形成偏性好気性桿菌。メチロコッカス科に属し、メチル酸化細菌(メチロトローフ)に分類される。極鞭毛を持ち運動性を示すものがある。GC含量は50から54で、基準種はメチロモナス・メタニカ。
メタンの存在する水中などに生息する。メタンモノオキシゲナーゼを有し、リブロース一リン酸経路によりメタン及びメタノールを酸化してエネルギーを得ることができる。炭素数が２を超える有機化合物は利用できない。また、α－ケトグルタル酸脱水素酵素を持たないためクエン酸回路が不完全である。